# موسم صيد 2
موسم صيد 2 (بالإنجليزية: Open Season 2)‏ فيلم رسوم متحركة، أنتجته شركة سوني بيكتشرز الرسوم المتحركة، من إخراج ماثيو أوكالاغان، ومساعد المخرج تود وايلدرمان، وإنتاج كيركبوديفيلت وماثيو أوكالاغان .
وقد كرر أغلب طاقم التمثيل من الموسم الأول أصواتهم في الموسم الثاني مثل مارتن لورنس ، أشتون كوتشر ، باتريك واربرتون. في حين أن البعض مثل إليوت وإيان من الجزء الأول لم تكرر أدوارهم بدور بوغ , وحل بدلا منهم : مايك إبس ، جويل مكهيل ، ماثيو دبليو. تايلور صوت بوغ ، إليوت وإيان على التوالي .

## الأداء الصوتي
جويل مكهيل بدور إليوت
مايك إبس بدور بوغ
كودي كاميرون بدور السيد ويني
جين كراكأوزكي بدور جيزيل
بيلي كونولي بدور ماك سكويزي
كريسبين غلوفير بدور فيفي
داني مان بدور سيرج
ستيف اسكيريبا بدور روبيرتو
ماثيو دبليو. تايلور بدور ديني/بدي/إيان
فريد ستولر بدور ستانلي
ديدريش بادر بدور روفوس
أوليفيا هاك بدور تشارلين

## إصدار الدي في دي والبلو-راي
موسم الصيد 2 صدر الدي في دي والبلو-راي في 27 يناير، 2009 .

## وصلات خارجية
- موسم صيد 2 على موقع IMDb (الإنجليزية)
- موسم صيد 2 على موقع روتن توميتوز (الإنجليزية)
- موسم صيد 2 على موقع نتفليكس (الإنجليزية)
- موسم صيد 2 على موقع ألو سيني (الفرنسية)
- موسم صيد 2 على موقع Turner Classic Movies (الإنجليزية)
- موسم صيد 2 على موقع أول موفي (الإنجليزية)
- موسم صيد 2 على موقع فيلمافينيتي (الإسبانية)
- موسم صيد 2 على موقع قاعدة بيانات الفيلم (الإنجليزية)
- موسم صيد 2 على موقع ليتربوكسد (الإنجليزية)
- موسم صيد 2 على موقع كينوبويسك (الروسية)

1. 1 2 3 4 5 6 7 8 9 10 11 12 13  مذكور في: قاعدة بيانات الأفلام على الإنترنت. الوصول: 5 نوفمبر 2019. لغة العمل أو لغة الاسم: الإنجليزية.
2. ↑  "معلومات عن موسم صيد 2 على موقع letterboxd.com". letterboxd.com. مؤرشف من الأصل في 2016-07-13.
3. ↑  "معلومات عن موسم صيد 2 على موقع themoviedb.org". themoviedb.org. مؤرشف من الأصل في 2014-09-11.
4. ↑  "معلومات عن موسم صيد 2 على موقع zweitausendeins.de". zweitausendeins.de. مؤرشف من الأصل في 2016-09-13.